# The Bronx (groupe)
Pour les articles homonymes, voir Bronx (homonymie).
The Bronx est un groupe de punk hardcore américain, originaire de Los Angeles, en Californie. Formé en 2002, le groupe compte un total de cinq albums studio. Le groupe forme un groupe alter-ego Mariachi El Bronx qui joue de la musique mariachi, qui compte trois albums à son actif. Le groupe n'attribue aucun titre à ses albums.

## Biographie
The Bronx est formé en 2002 à Los Angeles, en Californie. La formation initiale consistait en le chanteur Matt Caughthran, le guitariste Joby J. Ford, le bassiste James Tweedy, et le batteur Jorma Vik. Dès leurs premiers concerts, ils attirent l'attention des maisons de disques et signent chez Island Def Jam Music Group. Ils enregistrent leur première démo en 2002, et sortent Bats!, leur premier single, en 2003. 
Leur premier album, éponyme, sort en 2004. Il compte les singles Notice of Eviction, qui appartient à la bande-son du jeu vidéo Need For Speed Underground 2 (2004) et Around the Horn, qui apparait dans le jeu vidéo Need for Speed: Carbon 2006). Leur deuxième album studio, The Bronx II, est publié en 2006. Ken Horne joue sur ce deuxième album, et rejoint définitivement le groupe en 2008. En 2006, sort le DVD Live at the Annandale. 
En avril 2007, le groupe, sous le nom de Mariachi El Bronx, annonce qu'il sortira deux disques éponymes. Le premier, El Bronx, dans la lignée des précédents, le second Mariachi El Bronx étant un album de musique mariachi. Brad Magers (du groupe Christiansen and Your Highness Electric) remplace alors James Tweedy à la basse et Vincent Hidalgo rejoint le groupe de mariachi. L'album, axé punk hardcore, sort en 2008, l'album mariachi en 2009, suivi d'un second en 2011. En été 2008, The Bronx joue l'intégralité de El Bronx au Warped Tour. Ils participent aussi au film What We Do Is Secret jouant Black Flag et leur chanson Police Story.
Mariachi El Bronx participe à l'album hommage à Prince Purplish Rain, en reprenant I Would Die 4 U en juin 2009, et The Bronx reprend She's Like Heroin to Me du groupe The Gun Club sur Shred Yr Face Vol. 2. En 2011, une partie des membres du groupe participe au projet Armistice formé par Cœur de pirate et Jay Malinowski. En 2013, le groupe revient au punk de ses débuts avec leur quatrième album intitulé The Bronx IV. Le morceau Along for a Ride fait partie de la bande-son du jeu Saints Row IV dans la radio Génération X. En 2014, ils publient un troisième volet intitulé Mariachi El Bronx (III). En 2014-2015 ils jouent régulièrement en live pour les fans de l'émission de catch Lucha Underground. En 2016, le batteur Jorma Vik annonce son départ de The Bronx et de Mariachi El Bronx le 26 juin. Il est remplacé par David Hidalgo Jr. (aussi batteur de Mariachi El Bronx), puis Joey Castillo depuis 2018.

## Membres

### Membres actuels
- Matt Caughthran - chant (depuis 2002)
- Joby J. Ford - guitare, voix (depuis 2002)
- Joey Castillo - batterie (depuis 2018)
- Ken Horne - guitare, voix (depuis 2008)
- Brad Magers - basse, voix (depuis 2008)

### Ancien membre
- James Tweedy - basse, chant (2002-2008)
- David Hidlago Jr - batterie (2017)

## Discographie

### Albums studio
- 2003 : The Bronx (I) (White Drugs /Ferret Records)
- 2006 : The Bronx (II) (White Drugs /Island Def Jam)
- 2008 : The Bronx (III) (White Drugs)
- 2009 : Mariachi El Bronx (Swami Records / Wichita Recordings ; sous le nom Mariachi El Bronx)
- 2011 : Mariachi El Bronx (II) (sous le nom Mariachi El Bronx)
- 2013 : The Bronx (IV) (White Drugs)
- 2014 : Mariachi El Bronx (III)
- 2017 : The Bronx (V)
- 2021 : The Bronx (VI)

### EP
- 2003 : La Muerte Viva (Wichita / White Drugs)
- 2011 : Plys Yr Fvrt Sngs (White Drugs)

### Singles
- 2003 : Bats!
- 2004 : They Will Kill Us All (Without Mercy)
- 2004 : False Alarm
- 2006 : History's Stranglers
- 2006 : Shitty Future
- 2006 : White Guilt
- 2009 : Young Bloods
- 2009 : Cell Mates (Marchiati El Bronx)

### Social Club singles
Les singles Social Club, sont des vinyles, limités à 250 exemplaires, sortis sur le label White Drug :
- 2006 : Social Club Issue No. One (A Peace in Your Heart (de Charles Manson)/Witness (Can I Get A?)(avec Keith Morris)
- 2006 : Social Club Issue No. Two (Eyes in the Sky/Carmelita (de Warren Zevon)
- 2008 : Social Club Issue No. Three (Can't Kill It (avec Joe Cardamone) / Dirty Leaves (avec Zander Schloss et Keith Dougless)

### Autres participations
- 2012 : Chimes of Freedom: Songs of Bob Dylan Honoring 50 Years of Amnesty International (reprise de Love Sick de Bob Dylan)

### DVD
- 2006 : Live at the Annandale (White Drugs / Livecast Production Studios)